# Ubris
Ubris — літературний журнал, що випускався університетом штату Мен. Найбільш відомий завдяки тому що, він опублікував ряд оповідань та романів Стівена Кінга, коли він був студентом цього ж університету.